# مشاع 5 بشت كوه دوساري (غرمسار كرمان)
مشاع 5 بشت کوه دوساري (بالفارسية: مشاع پنج پشتکوه دوساری) هي قرية تقع في إيران في قسم غرمسار الریفي. يقدر عدد سكانها بـ 0 نسمة بحسب إحصاء 2016.